# William Philip Schreiner
William Philip Schreiner (Herschel, 30 augustus 1857 - Llandrindod Wells, 28 juni 1919) was een Zuid-Afrikaans advocaat en politicus. Hij diende van 1898 tot 1900 als zesde premier van de Britse Kaapkolonie.

## Biografie
Schreiner werd geboren in 1857 in de hedendaagse Oost-Kaap, als tiende kind van de Duitse missionaris Gottlob Schreiner en de Engelse Rebekah Schreiner. Hij was een jongere broer van schrijfster Olive Schreiner. 
Schreiner studeerde rechten aan het Zuid-Afrikaanse College in Kaapstad en het Downing College van de Universiteit van Cambridge. In 1882 studeerde hij te Cambridge af en keerde hij terug naar Kaapstad, waar hij een succesvolle advocatenpraktijk begon. In 1884 trouwde hij met Frances Steyn, de zus van de latere Vrijstaatse president Marthinus Theunis Steyn, met wie hij twee zoons en twee dochters kreeg.
In 1893 werd Schreiner parlementslid voor Kimberley. Aanvankelijk was hij een aanhanger van premier Cecil Rhodes, die hem aanstelde als procureur-generaal. Na Rhodes' schandaal rondom de Jameson Raid werd Schreiner in 1896 gedwongen om af te treden en brak hij alle banden met Rhodes. Als lid van de gematigde South African Party versloeg hij nipt de pro-Britse South African League in de Kaapse parlementsverkiezingen, mede dankzij de steun van de invloedrijke Afrikanerbond. Op 13 oktober 1898 werd Schreiner benoemd tot premier van de Kaapkolonie, ten tijde van hoogoplopende de spanningen tussen het Britse Rijk en de Boerenrepublieken. Als voorstander van het zelfbeschikkingsrecht van de Boerenrepublieken hoopte hij de vrede te bewaren, maar in 1899 brak alsnog de Tweede Boerenoorlog uit. Schreiner poogde nog de Kaapkolonie neutraal te houden, maar trad vanwege onenigheden met zijn kabinet op 17 juni 1900 af als premier.
In 1908 keerde Schreiner terug naar de politiek als parlementslid voor Queenstown. Eveneens verdedigde hij met succes de opstandige Zoeloekoning Dinuzulu tegen beschuldigingen van verraad en moord. Als politicus ijverde hij voor de integratie en gelijke behandeling van alle beschaafde Zuid-Afrikanen, waaronder ook zwarten. Na de door hem gesteunde Uniewording werd hij senaatslid van de Unie van Zuid-Afrika en diende hij vanaf 1914 tot aan zijn dood in 1919 als hoge commissaris in Londen.
- Gemeinsame Normdatei: 1157894968
- International Standard Name Identifier: 0000 0001 2330 4283
- Library of Congress Control Number: no2011103405
- Nationale Bibliotheek van Israël: 987007592291805171
- Nederlandse Thesaurus van Auteursnamen: 242783619
- SNAC: w6798jrm
- Virtual International Authority File: 173030920
- WorldCat: E39PBJx4kxbjr9qy8PtxfHTj4q